# Hainan
Hainan è una provincia insulare della Cina, che si trova nella parte più meridionale del paese. Fu l'ultima regione della Cina conquistata dai comunisti nella guerra civile nel maggio 1950.
Il nome deriva da 海 hǎi, "mare" e 南 nán, "sud", e significa "sud del mare".
La provincia ha una superficie di 33.920 km², di cui l'isola di Hainan è di 32.900 km² e il resto è costituito da oltre 200 isole sparse in tre arcipelaghi: Zhongsha, Xisha e Nansha. Ha fatto parte del Guangdong dal 1950 al 1988, dopodiché è tornata a essere un'entità di primo livello e quasi subito è stata resa la più grande Zona Economica Speciale da Deng Xiaoping come parte del programma di riforma economica cinese allora in corso.
Le popolazioni indigene come gli Hlai, un gruppo etnico di lingua Kra-Dai, sono originarie dell'isola e comprendono il 15% della popolazione. Le loro lingue native includono le lingue Hlai. Sono riconosciuti dal governo cinese come uno dei 56 gruppi etnici del Paese. La popolazione Han, che costituisce la maggioranza della popolazione (82%), parla un'ampia varietà di lingue, tra cui il cinese standard, l'Hainam Min, il cinese Yue, il cantonese, il cinese Hakka, ecc.
Nella provincia di Hainan ci sono dieci grandi città e dieci contee. La capitale della provincia è Haikou, sulla costa settentrionale dell'isola di Hainan, mentre Sanya è una nota destinazione turistica sulla costa meridionale. Le altre città principali sono Wenchang, Sansha, Qionghai, Wanning, Wuzhishan, Dongfang e Danzhou.
Secondo le rivendicazioni territoriali della Cina, diversi territori nel Mar Cinese Meridionale, tra cui le Isole Spratly (Nansha) e le Isole Paracelso (Xisha), sono amministrati dalla città di Sansha della provincia.
Il 1º giugno 2020, il governo cinese ha annunciato un piano su larga scala per trasformare l'intera provincia insulare in un porto di libero scambio, con l'obiettivo di farne la più grande zona economica speciale della Cina.

## Geografia fisica

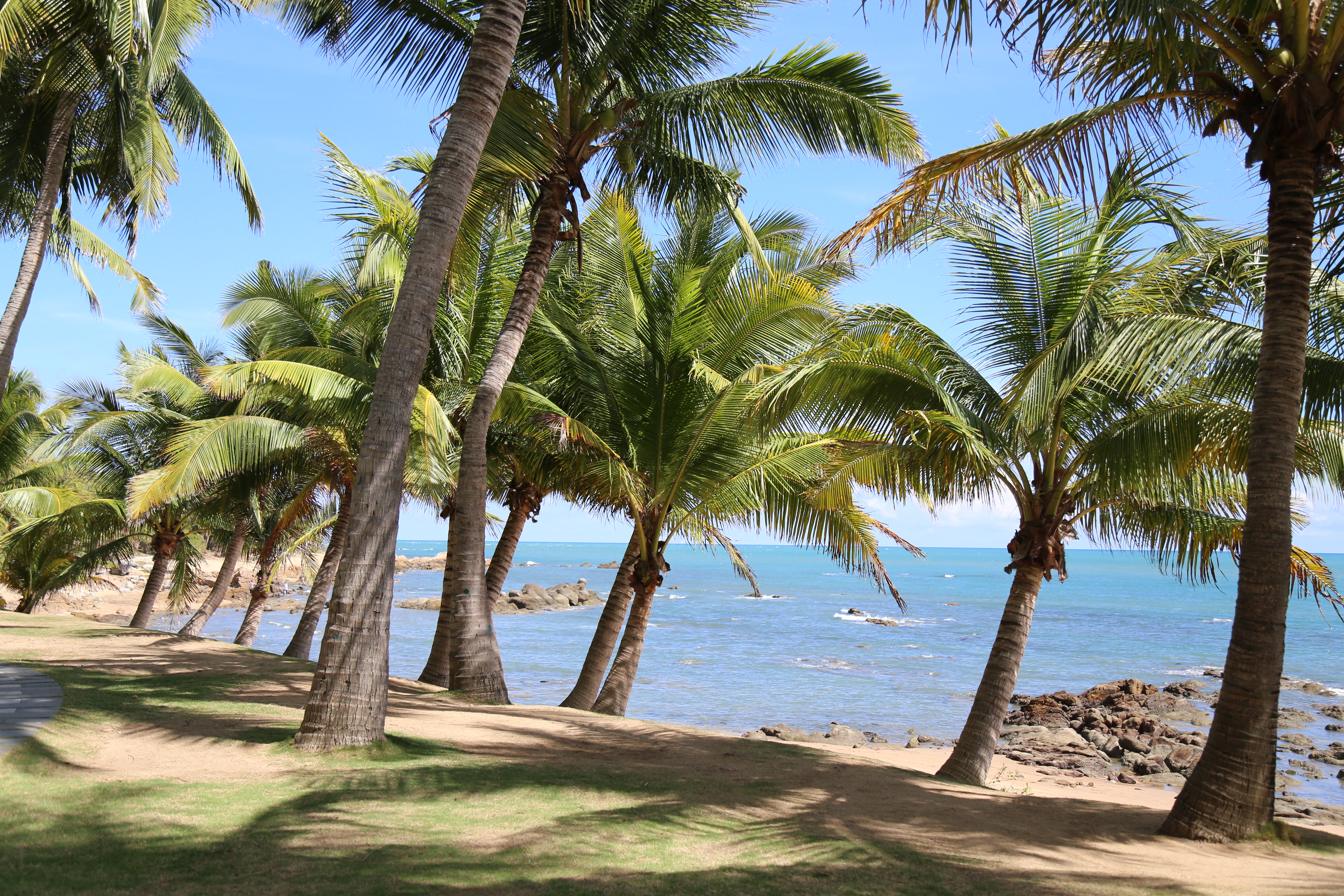
Spiaggia presso Sanya

È composta da alcune isole, la più estesa delle quali si chiama Hainan (Hainan Dao), da cui il nome della provincia (quando si parla di Hainan in Cina, normalmente ci si riferisce all'isola). Quest'isola si trova nel golfo del Tonchino, al largo delle coste vietnamite. È di circa un terzo più estesa della Sicilia e si trova alle coordinate 35° 8'N - 20° 10'N di latitudine e 108° 37'E - 117° 50'E di longitudine. Di origine vulcanica, presenta spiagge basse contraddistinte da una sabbia finissima di color bianco, e, all'interno, una lussureggiante vegetazione di tipo subtropicale sostanzialmente intatta.

## Flora e fauna
Hainan possiede oltre 1.500 km² di foresta tropicale, in cui vivono 4.600 specie di piante e più di 570 specie di animali. Tuttavia, a causa dell'invasione di specie esotiche, dell'impatto umano del turismo, della deforestazione e del rilascio di sostanze inquinanti, molte specie sono in pericolo. Un rapporto del Dipartimento del Territorio, dell'Ambiente e delle Risorse della Provincia di Hainan afferma che 200 specie sono prossime all'estinzione, con 6 specie, come Maytenus hainanensis e Sciaphila tenella già estinte.

### Flora
La maggior parte della superficie di Hainan è costituita da foreste, con una copertura del 61,5% (210.000 ettari) alla fine del 2012, con un aumento di 34.133 ettari dal 2011. Altri 1.187 ettari (2.930 acri) di erba e alberi sono stati piantati lungo le autostrade della provincia.
Sull'isola di Hainan crescono 53 generi di frutta selvatica e coltivata, suddivisi in 29 famiglie. Ci sono pochi alberi di grandi dimensioni sull'isola; le palme da cocco sono molto comuni insieme ad altri alberi più piccoli. La maggior parte dell'isola di Hainan è comunque coperta da foreste.

### Fauna
Sull'isola sono presenti numerose aree protette e riserve faunistiche. Tra gli animali onnipresenti sull'isola vi sono rane, rospi, gechi, scinchi e farfalle. Presenti, ma meno comunemente osservati, sono i serpenti (vipere delle palme asiatiche, serpente bambù rosso e occasionalmente cobra), gli scoiattoli siberiani, gli scoiattoli e lo zibetto delle palme mascherato. Quasi nessun animale di grandi dimensioni rimane in natura. I laghi sono in gran parte popolati da carpe e pesci gatto.
Le specie di uccelli conosciute sono 362. Gli uccelli marini, come i gabbiani, non sono generalmente visibili. Gli aironi e i nibbi dalle ali nere sono comuni nelle aree agricole. Come in molte aree subtropicali, le specie di insetti sono diverse e le zanzare sono molto comuni.
Nell'oceano, le tartarughe marine e gli squali balena migrano in queste acque.
L'isola di Hainan ha una ricca biodiversità di cetacei ed è il luogo di studio di questi ultimi nelle acque cinesi. Molte balene, come la balena destra del Pacifico settentrionale, la balena grigia occidentale, la megattera e la balenottera azzurra (tutte quasi estinte nelle acque cinesi) sono state storicamente avvistate in inverno e in primavera per accoppiarsi e partorire.

## Storia

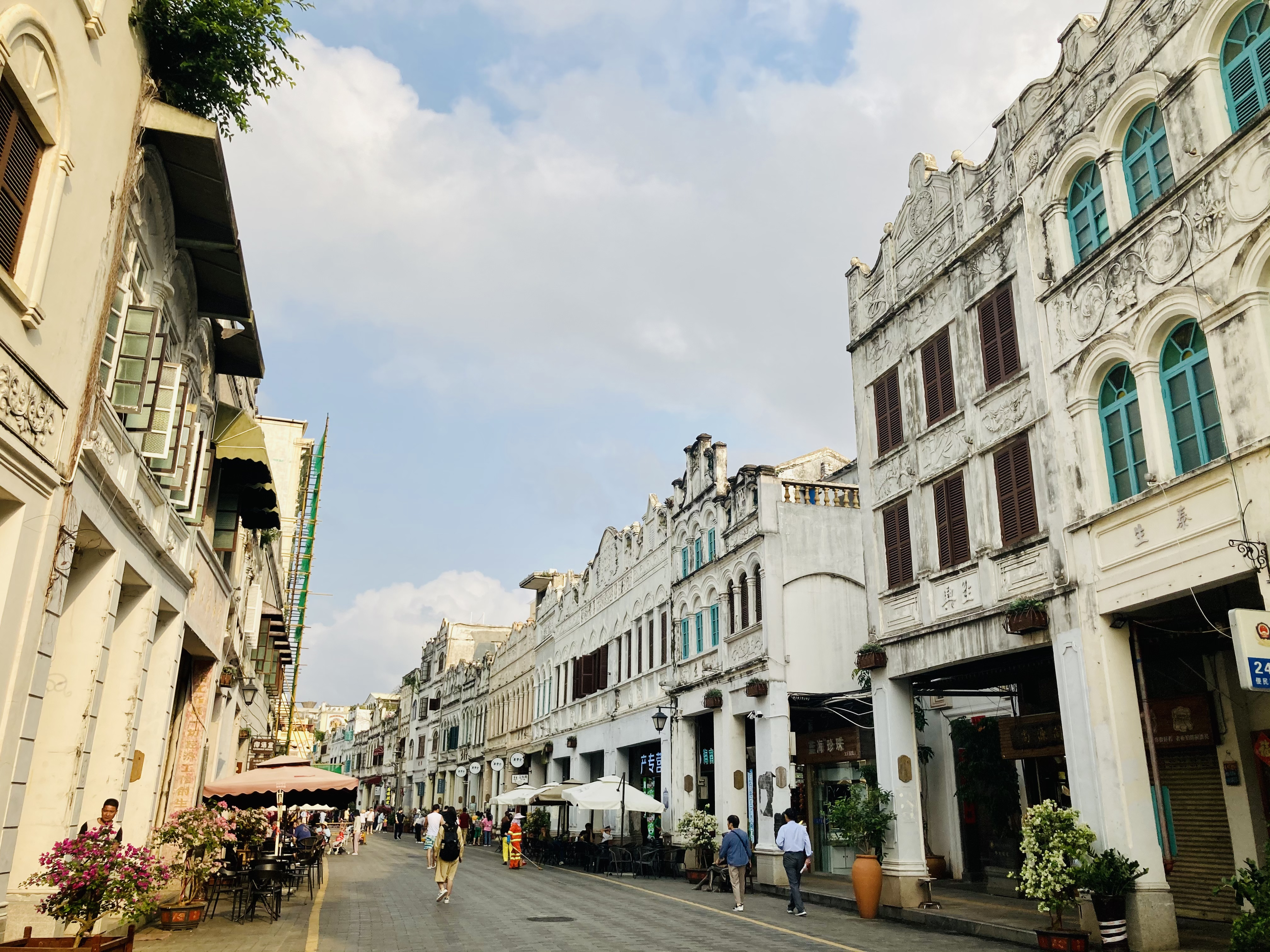
Centro storico di Haikou

Hainan era collegata originariamente alla parte nord-orientale dell'attuale Vietnam. Un moto di deriva verso sud-est iniziato dopo il Mesozoico (60 milioni di anni fa) l'ha portata nell'attuale posizione vicino alla Cina.
Il 15% della popolazione appartiene a popoli indigeni, tra i quali il popolo Li (popolo Hlai), che parlano una lingua del gruppo tai-kadai. Si ritiene che i loro antenati si insediarono sull'isola almeno tra i 2 e i 6 mila anni fa; analisi mitocondriali hanno rivelato inoltre che sono portatori di marcatori genetici di antiche popolazioni arrivate sull'isola tra i 7 e i 27 mila anni fa.
L'isola di Hainan è entrata per la prima volta nella storia nel 110 a.C., quando la dinastia Han della Cina vi stabilì una guarnigione militare dopo l'arrivo del generale Lu Bode. Nel 46 a.C., la corte Han decise che la conquista era troppo costosa e abbandonò l'isola. In quel periodo, i cinesi Han, insieme a personale militare e funzionari, iniziarono a migrare sull'isola di Hainan dalla terraferma. Tra loro c'erano i discendenti di coloro che erano stati banditi a Hainan per motivi politici. La maggior parte di loro è arrivata sull'isola di Hainan dalle province del Guangdong, del Fujian e del Guangxi, nel sud della Cina.
Durante il periodo dei Tre Regni (184-280), Hainan era la Commenda di Zhuya (珠崖郡) sotto il controllo di Wu orientale.
All'epoca della dinastia Song, Hainan divenne parte del Guangxi e per la prima volta arrivò un gran numero di cinesi Han che si stabilirono soprattutto nel nord. Sotto l'impero mongolo, l'isola divenne una provincia indipendente e nel 1370 la dinastia Ming la pose sotto l'amministrazione del Guangdong. Nel XVI e XVII secolo, un gran numero di Han provenienti dal Fujian e dal Guangdong iniziò a migrare a Hainan, spingendo i Li negli altopiani della metà meridionale dell'isola. Nel XVIII secolo, i Li si ribellarono all'Impero Qing, che rispose facendo arrivare mercenari dalle regioni Miao del Guizhou. Molti Miao si stabilirono sull'isola e i loro discendenti vivono tuttora sugli altopiani occidentali.
Nel 1906, il leader rivoluzionario Sun Yat-sen propose che Hainan diventasse una provincia indipendente, anche se ciò avvenne solo nel 1988.
Storicamente, Hainan faceva parte delle province di Guangdong e Guangxi e, come tale, costituiva il Circuito Qiongya (瓊崖道) sotto l'istituzione della Repubblica di Cina nel 1912. Nel 1921, è stato pianificato di diventare una regione amministrativa speciale (瓊崖特別行政區); nel 1944, è diventata la Regione amministrativa speciale di Hainan con 16 contee, comprese le isole del Mar Cinese Meridionale.
Durante gli anni Venti e Trenta, Hainan era un focolaio di attività comuniste, soprattutto dopo che nel 1927 una sanguinosa repressione a Shanghai, nella Repubblica di Cina, aveva mandato in clandestinità molti comunisti. I comunisti e gli indigeni Hlai intrapresero una vigorosa campagna di guerriglia contro l'occupazione imperiale giapponese.
Alla fine della guerra civile cinese, nel maggio 1950, l'isola fu conquistata dai comunisti. Si concluse così l'ultimo grande combattimento della guerra civile cinese. Nell'aprile 1988 Hainan è stata designata provincia indipendente e allo stesso tempo la più grande zona economica speciale della Cina. Poiché la Repubblica Popolare Cinese non riconosce l'isola di Taiwan come Stato indipendente, Hainan è quindi elencata come la seconda isola più grande della Repubblica Popolare Cinese, con una dimensione solo leggermente inferiore a Taiwan.

## Economia

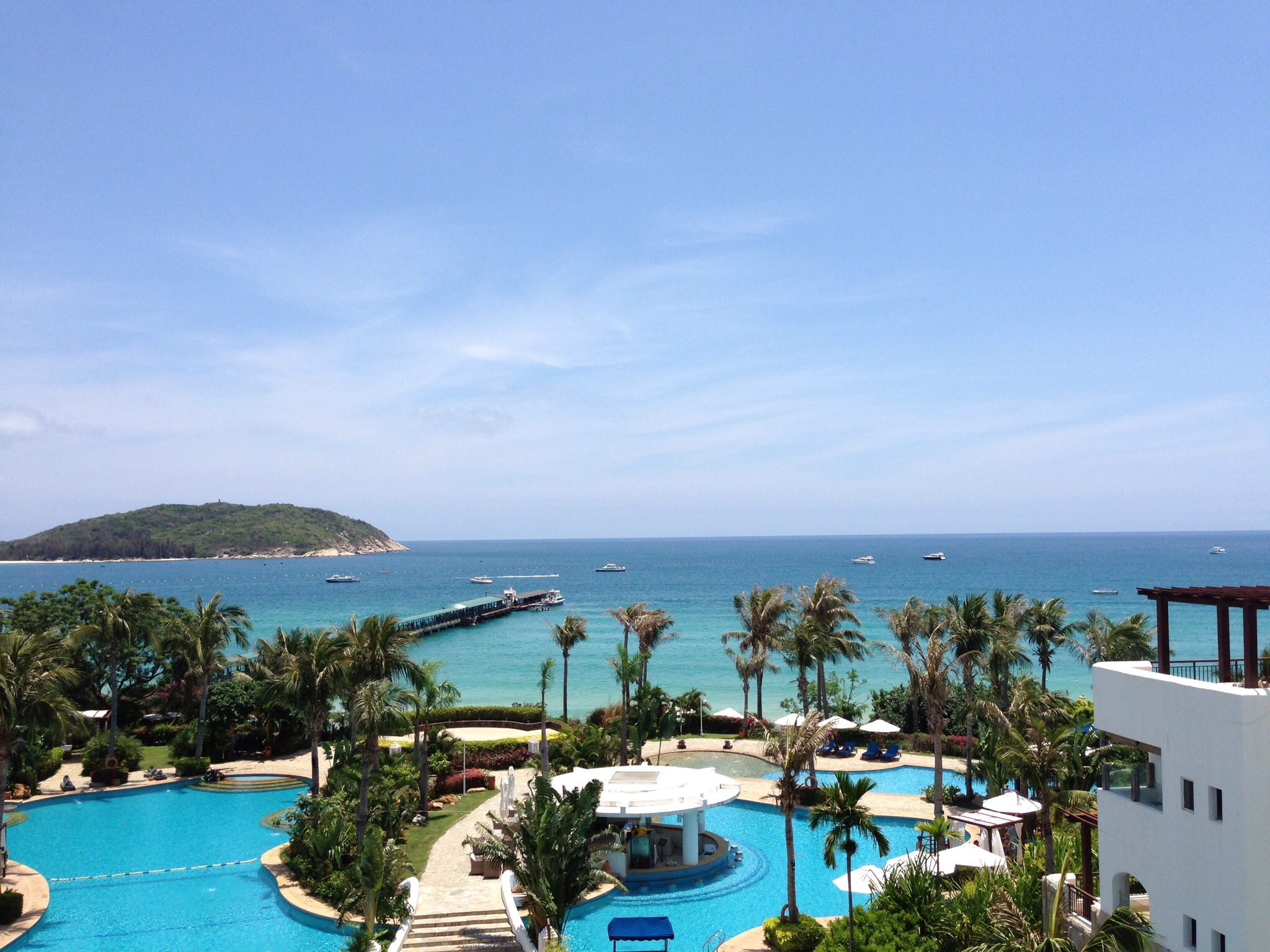
Moderno complesso alberghiero ad Hainan

L'economia dell'isola di Hainan negli anni '80 poggiava principalmente sul settore dell'agricoltura e della pesca. L'isola era stata scelta per instaurarvi una zona economica speciale in particolar modo per la felice posizione logistica. Ben presto ci si rese però conto che avrebbe potuto assurgere ad importante meta turistica internazionale. Il governo centrale investì molto per rendere Hainan appetibile sotto il profilo turistico apportando un completo restyling delle spiagge e creando alberghi appositamente pensati per i viaggi di nozze in particolar modo di coppie cinesi.
Dalla metà degli anni 1990 c'è stato un forte boom del turismo, con l'arrivo di oltre 10 milioni di turisti annui; nell'isola sono approdati grandi colossi alberghieri come Ritz Carlton, Four Seasons, Starwood, Mandarin Oriental, che garantiscono soggiorni e pernottamenti tutto l'anno; Hainan è famosa soprattutto per essere diventata in pochi anni la nuova destinazione del golf internazionale, con moltissimi campi da golf attrezzati; inoltre l'offerta turistica si è diversificata ed è possibile svolgere altre attività come snorkeling, immersioni, surf, kite boarding, tai chi chuan, yoga, composizione di fiori freschi, danza e lavorazione al telaio secondo la cultura del popolo Li, giardinaggio tropicale.
Per attrarre sempre più turisti internazionali si è anche trasformato alcuni villaggi interni all'isola in vere e proprie attrazioni turistiche. Questi "nuovi villaggi delle minoranze etniche" hanno ben poche basi storiche, e la loro natura è quella di essere attrazioni per turisti. Inoltre, sempre in funzione dello sviluppo del turismo, per avere una maggiore vetrina internazionale, ad Hainan si sono organizzati eventi a forte risonanza mediatica in particolar modo per una regione turistica a vocazione balneare. Gli eventi in questione sono l'elezione di Miss Mondo (2003, 2004, 2005, 2007, 2010, 2015), Mister Mondo (2007) e Elite Model Look (2008), tutti eventi tenutisi presso la rinomata località balneare Sanya.

## Infrastrutture e trasporti
L'isola è servita dall'aeroporto internazionale di Haikou Meilan costruito ed inaugurato nel 1999, dove ha sede la compagnia aerea dell'isola, la Hainan Airlines.

## Amministrazione
| #  | Nome e Amministrazione        | Hanzi              | Hanyu Pinyin                     | Tipo             |
| -- | ----------------------------- | ------------------ | -------------------------------- | ---------------- |
| 1  | Haikou (Meilan District seat) | 海口市             | Hǎikǒu Shì                       | Città-prefettura |
| 2  | Sanya                         | 三亚市             | Sānyà Shì                        | Città-prefettura |
| 3  | Wenchang                      | 文昌市             | Wénchāng Shì                     | Sub-prefettura   |
| 4  | Qionghai                      | 琼海市             | Qiónghǎi Shì                     | Sub-prefettura   |
| 5  | Wanning                       | 万宁市             | Wànníng Shì                      | Sub-prefettura   |
| 6  | Wuzhishan                     | 五指山市           | Wǔzhǐshān Shì                    | Sub-prefettura   |
| 7  | Dongfang                      | 东方市             | Dōngfāng Shì                     | Sub-prefettura   |
| 8  | Danzhou                       | 儋州市             | Dānzhōu Shì                      | Sub-prefettura   |
| 9  | Lingao                        | 临高县             | Língāo Xiàn                      | Sub-prefettura   |
| 10 | Chengmai                      | 澄迈县             | Chéngmài Xiàn                    | Sub-prefettura   |
| 11 | Ding'an                       | 定安县             | Dìng'ān Xiàn                     | Sub-prefettura   |
| 12 | Tunchang                      | 屯昌县             | Túnchāng Xiàn                    | Sub-prefettura   |
| 13 | Changjiang (Li)               | 昌江黎族自治县     | Chāngjiāng Lízú Zìzhìxiàn        | Sub-prefettura   |
| 14 | Baisha (Li)                   | 白沙黎族自治县     | Báishā Lízú Zìzhìxiàn            | Sub-prefettura   |
| 15 | Qiongzhong (Li e Miao)        | 琼中黎族苗族自治县 | Qióngzhōng Lízú Miáozú Zìzhìxiàn | Sub-prefettura   |
| 16 | Lingshui (Li)                 | 陵水黎族自治县     | Língshuǐ Lízú Zìzhìxiàn          | Sub-prefettura   |
| 17 | Baoting (Li e Miao)           | 保亭黎族苗族自治县 | Bǎotíng Lízú Miáozú Zìzhìxiàn    | Sub-prefettura   |
| 18 | Ledong (Li)                   | 乐东黎族自治县     | Lèdōng Lízú Zìzhìxiàn            | Sub-prefettura   |
| 19 | Sansha                        | 三沙               | Sānshā                           | Città-prefettura |